# Bellizzi
Bellizzi is een gemeente in de Italiaanse provincie Salerno (regio Campanië) en telt 12.862 inwoners (31-12-2004). De oppervlakte bedraagt 7,9 km², de bevolkingsdichtheid is 1793 inwoners per km².
De volgende frazioni maken deel uit van de gemeente: Bivio Pratole

## Demografie
Bellizzi telt ongeveer 4045 huishoudens. Het aantal inwoners steeg in de periode 1991-2001 met 1,7% volgens cijfers uit de tienjaarlijkse volkstellingen van ISTAT.
| Jaar | Inwoneraantal |
| ---- | ------------- |
| 1991 | 12.350        |
| 2001 | 12.555        |

## Geografie
Bellizzi grenst aan de volgende gemeenten: Battipaglia, Montecorvino Pugliano, Montecorvino Rovella, Pontecagnano Faiano.